# Columbus Circle (película)
Columbus Circle es una película de suspenso independiente dirigida por George Gallo y coescrita por Gallo y Kevin Pollak. La película fue lanzada directamente a video en los Estados Unidos el 6 de marzo de 2012.

## Argumento
La película trata sobre una heredera la cual se ha cerrado en el interior de su apartamento en Columbus Circle durante casi dos décadas. Un detective que investiga la muerte de uno de sus vecinos y una pareja recién llegada al apartamento vacante en donde vivía el vecino asesinado, posteriormente intentan obligarla a enfrentarse a sus miedos del mundo exterior.

## Personajes
La película está protagonizada por:
- Selma Blair como Abigail, la heredera solitaria.
- Giovanni Ribisi como detective.
- Amy Smart como Lillian.
- Jason Lee como Charlie.
- Kevin Pollak como Klandermann, el conserje del edificio.[1]
- Beau Bridges como Dr. Raymond Fontaine, único confidente de Abigail.[1]
- Jason Antoon como Detective Jerry Eaans.
- Jerry Penacoli como Él mismo.
- Robert Guillaume como Howard Miles.
- Samm Levine como Director del banco.

## Información Extra
- El rodaje tuvo lugar en Los Ángeles.

- El productor Christopher Mallick, fue acusado de robar millones de dólares a los clientes de su empresa de facturación ya desaparecida "ePassporte" para financiar la producción de sus películas.[2][3][4][5]